# Шмиттбаур, Йозеф Алоис
Йозеф Алоис Шмиттбаур (нем. Joseph Alois Schmittbaur; 8 ноября 1718, Бамберг — 24 октября 1809, Карлсруэ) — немецкий композитор, дирижёр и музыкальный конструктор.
Учился в Вюрцбурге у органостроителя Иоганна Филиппа Зейферта. С 1745 г. играл в придворной капелле маркграфа Баден-Баденского в Раштатте, с 1762 — концертмейстер, с 1765 — капельмейстер. В 1771 г. капелла была упразднена, а часть музыкантов во главе с Шмиттбауром переведена в Баденскую придворную капеллу в Карлсруэ, однако Шмиттбаур не ужился с придворным капельмейстером Джачинто Шьятти и в 1775 г. отправился в Кёльн, где занял пост музыкального руководителя Кёльнского собора и начал проводить публичные концерты. Через год с небольшим, однако, Шьятти умер, и в 1777 г. Шмиттбаур вернулся в Карлсруэ и возглавил Баденскую придворную капеллу, оставаясь на этом посту до 1804 года, когда его ненадолго сменил его сын Людвиг Йозеф.
Композиторское наследие Шмиттбаура охватывает все жанры музыки конца XVIII века. Его первая опера, «Необитаемый остров» (итал. L'isola disabitata; 1762, либретто Метастазио), обнаруживает влияние Николо Йоммелли, в других сочинениях чувствуется ориентация на мангеймскую школу. Некоторые произведения Шмиттбаура ошибочно приписывались Йозефу Гайдну.
Шмиттбаур занимался усовершенствованием стеклянной гармоники, значительно расширив доступный этому инструменту диапазон. Ученицей Шмиттбаура была наиболее известная исполнительница на стеклянной гармонике Марианна Кирхгесснер.